# Rudolf Epp

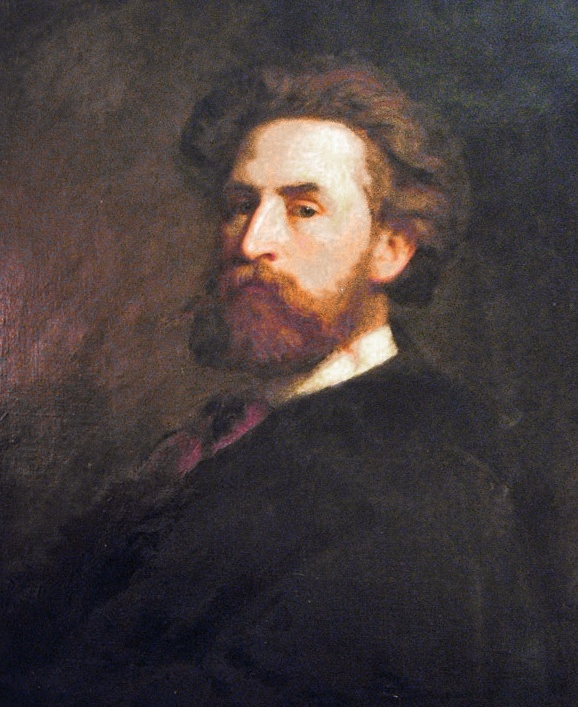
Rudolf Epp, Selbstporträt

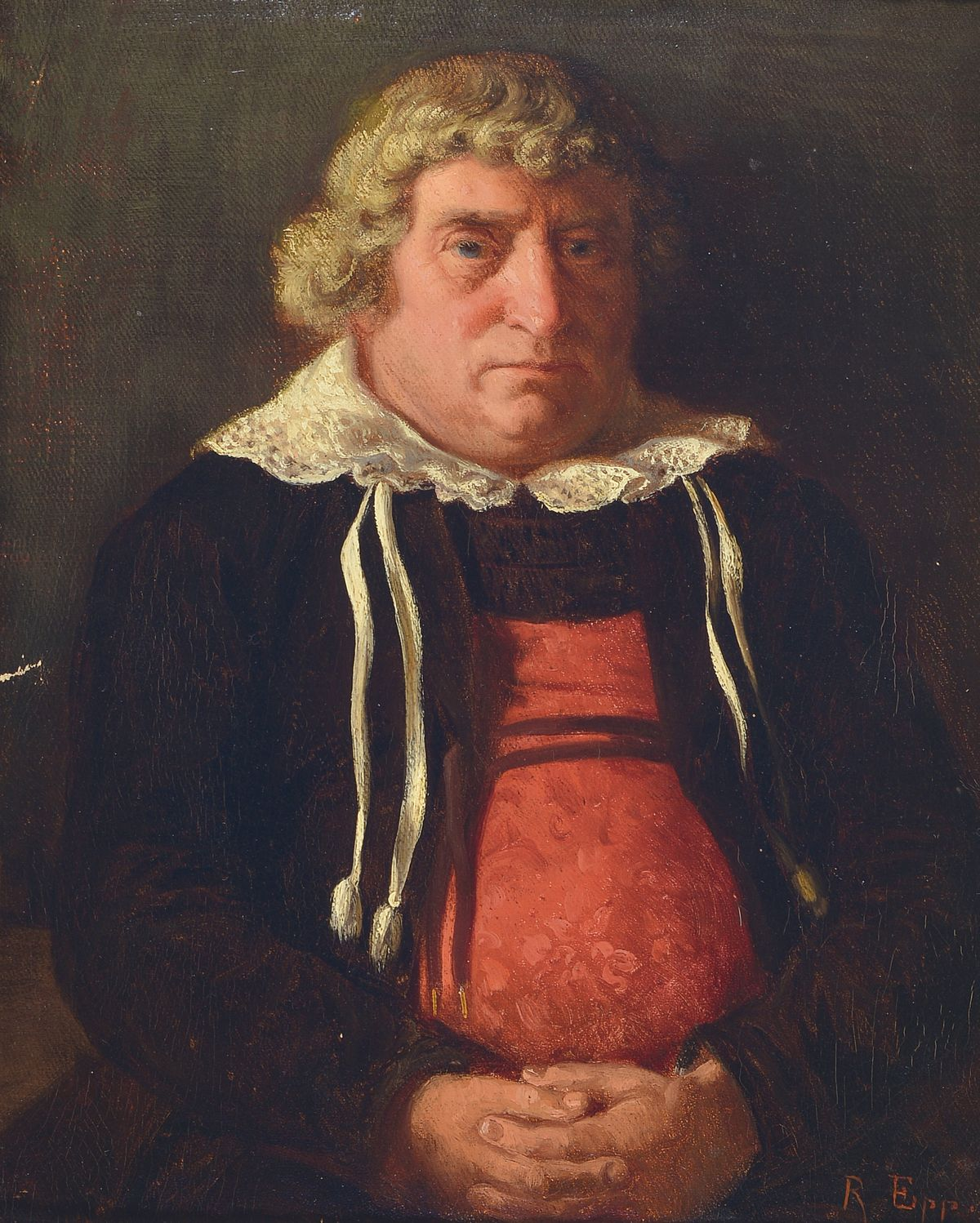
Mann in rotem Wams, datiert [18]59, gemalt in Hottingen im Schwarzwald

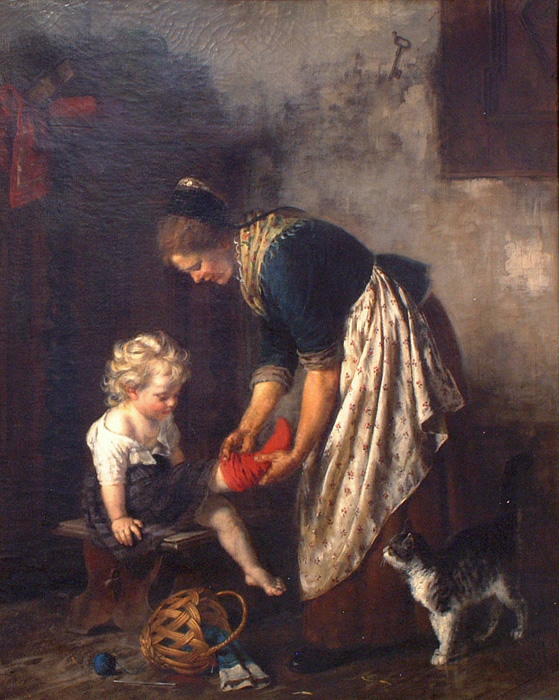
Der rote Strumpf

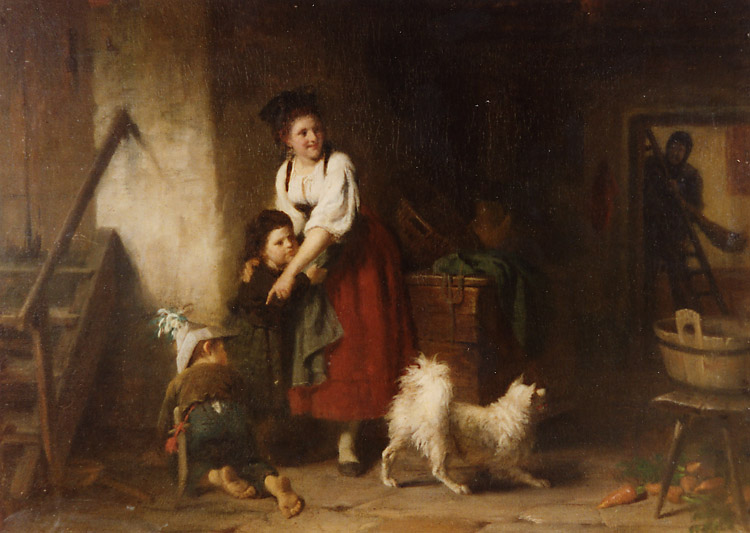
Der ungebetene Gast, um 1875

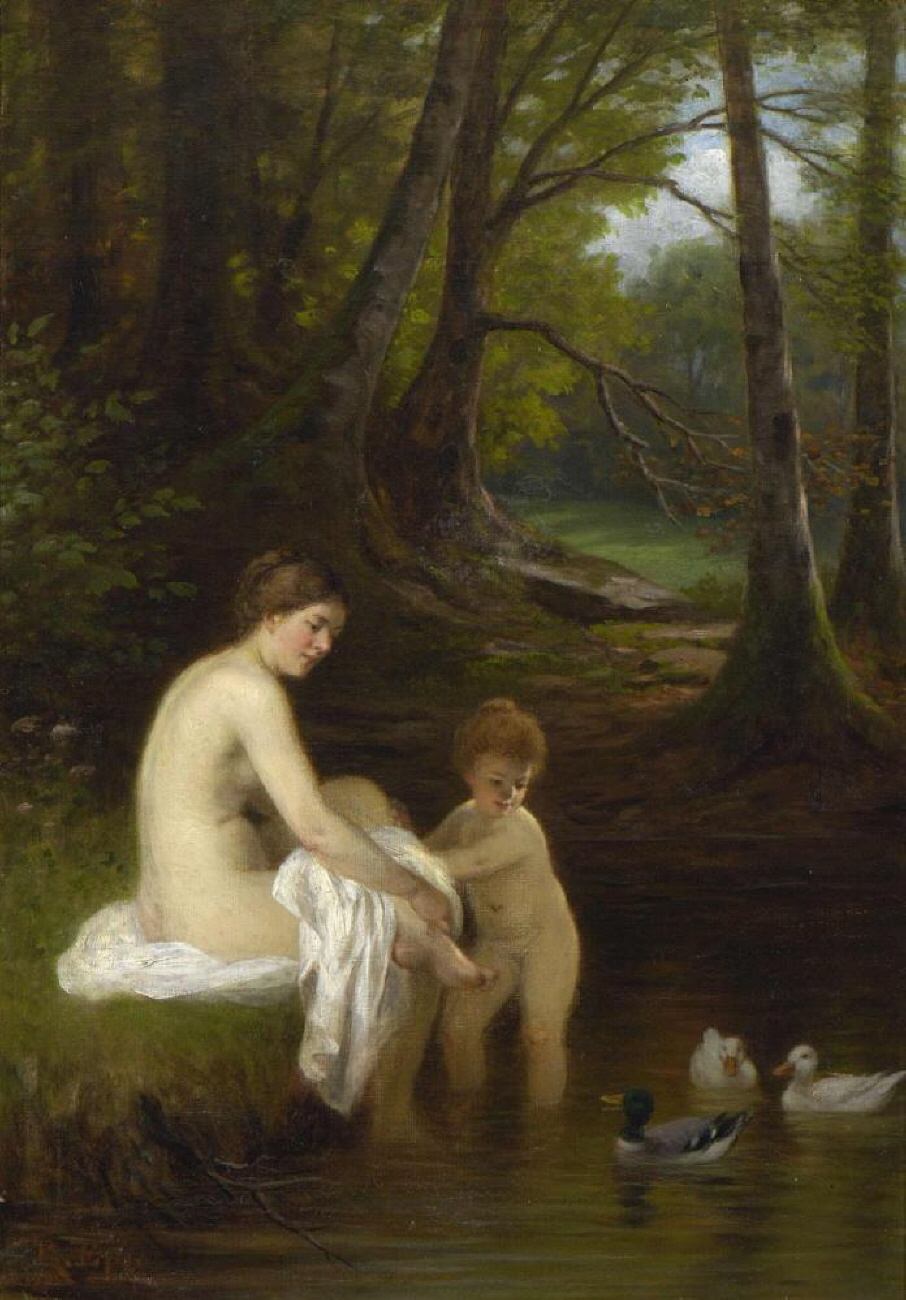
Badende Mutter mit Kind im Waldteich, um 1890

Rudolf Epp (* 30. Juli 1834 in Eberbach; † 8. August 1910 in München) war ein deutscher Maler des Realismus, der der Münchner Schule zugerechnet wird.

## Leben
Rudolf Epp wurde 1834 in Eberbach am Neckar als Sohn eines Dekorationsmalers geboren. Nachdem er von Jugend an aus eigenem Antrieb gezeichnet und sich künstlerisch betätigt hatte, wurde er vom Landschaftsmaler Karl Ludwig Seeger erstmals unterrichtet. Anschließend studierte er an der Großherzoglich-Badischen Kunstschule Karlsruhe als Schüler von Johann Wilhelm Schirmer und Ludwig Des Coudres und besuchte die Kunstakademie Düsseldorf.
Auf Grund seiner offensichtlichen Begabung wurde er durch den damaligen Regenten und späteren Großherzog Friedrich I. von Baden vom Militärdienst beurlaubt. Ein großherzoglicher Auftrag sowie zusätzliche finanzielle Mittel ermöglichten Epp eine Studienreise in den Schwarzwald. Um 1859 fertigte er in der Gegend um Freiburg im Breisgau und Landstuhl zahlreiche Landschaftsstudien.
1862 heiratete er Katharina, geb. Steibl. Nach dem Tod Schirmers siedelte er 1863 nach München über, das als Zentrum der Kunst galt. Hier faszinierte ihn vor allem Carl Theodor von Piloty, der von 1874 bis 1886 Direktor der Akademie werden sollte. In München konnte sich Epp schnell einen guten Ruf als gefragter Maler erwerben.
1868 wurde der später als Offizier geadelte Sohn Franz Ritter von Epp geboren; 1870 folgte die Geburt der Tochter Helene, 1871 kam die zweite Tochter, Augusta Anna, zur Welt. Sie blieb bis zum Tode Epps unverheiratet und lebte in der elterlichen Wohnung. Augusta Anna diente ihrem Vater als Modell für verschiedene Porträts und figürliche Darstellungen.
Rudolf Epp war bis ins hohe Alter als Maler tätig, er verstarb 1910 in München. Sein Nachlass befand sich etliche Jahre im Lenbachhaus, der luxuriösen Villa seines 1904 verstorbenen Malerfreundes Franz von Lenbach in München. Ein Teil seines Nachlasses wurde 1914 bei Hugo Helbing in München versteigert.
Die Rudolf-Epp-Straße in Eberbach ist nach ihm benannt.

## Werk
Besonders nach der Mitte des 19. Jahrhunderts zogen unzählige Maler aus ganz Deutschland in das damals als Zentrum deutscher Kunst geltende München, darunter auch zahlreiche Maler aus dem damaligen Großherzogtum Baden. Rudolf Epp steht stellvertretend für viele dieser Künstler, die bald in Vergessenheit gerieten und bis heute unter dem Oberbegriff der „Münchner Schule“ zusammengefasst werden. Epp hat es verstanden, seinen künstlerischen Ausdrucksformen treu zu bleiben und nicht den gekünstelten und übersteigerten Klischees der bürgerlichen Käuferschicht zu verfallen. Seine Motive sind lebensnah und beschreiben das Leben im ausgehenden 19. Jahrhundert, ohne zu werten. Dies macht sie bis heute reizvoll und zu kunst- und kulturhistorisch wertvollen Zeugnissen. Er war ein stetig suchender und in seiner Entwicklung fortschreitender Kleinmeister, der auch nach fünf Jahrzehnten der Malerei nicht in künstlerischer Routine erstarrte, sondern stilistisch abwechslungsreich blieb. Die Zahl seiner Werke geht in die Hunderte. Viele Motive hat er mehrfach gemalt.
Hauptbestandteil seines Werkes sind vor allem kleinere Genrestücke. Die feinen Gemütsstimmungen und die gekonnte Verbindung von fein kolorierter Landschaft und ungekünstelt natürlichen Figuren fanden große Anerkennung in der Öffentlichkeit. Die Kunst Rudolf Epps war auch in Übersee geschätzt, und eine beträchtliche Anzahl seiner Gemälde wurden schon zu Lebzeiten in die USA verkauft und fanden nicht nur als Originale, sondern auch als Reproduktionen Verbreitung. Motive nach Epp schmückten um 1890 die ersten Illustrierten. Farbige Postkarten (Lithographien) mit Epp-Motiven wurden sowohl in Europa als auch in Nordamerika vertrieben. Einige seiner Gemälde waren Teil des von Hitler eingesetzten Sonderauftrags Linz und gingen nach dem Zweiten Weltkrieg in den Besitz der Bundesrepublik Deutschland über. Auch heute noch erfreuen sich Motive nach Epp als Kunstdrucke sowie als Vorlagen für Gobelins großer Beliebtheit.
Werke von Rudolf Epp befinden sich in zahlreichen öffentlichen Sammlungen, u. a. Kunsthalle Mannheim, Staatliche Kunsthalle Karlsruhe, Kunsthalle Bremen, Wallraf-Richartz-Museum (Köln) sowie Neue Pinakothek (München). Drei Werke befinden sich außerdem im Besitz der Widener University Art Collection & Gallery, Chester, Pennsylvania.